# 哈沃托夫特
哈沃托夫特是德国石勒苏益格－荷尔斯泰因州的一个市镇。总面积14.53平方公里，总人口881人，其中男性422人，女性459人（2011年12月31日），人口密度61人/平方公里。